# Nizalowski Ernő
Nizalowski Ernő (lengyelül: Ernest Niżałowski; Budapest, 1915. március 29. – Budapest, 2014. október 17.) lengyel katonatiszt, tolmács, a Lengyel Kisebbségi Önkormányzat kőbányai szervezetének egyik vezetője. Kimagasló és elismert a lengyel–magyar kapcsolatokat ápoló munkája.

## Családja
Nagyapja, Zygmunt Niżałowski katonatiszt volt Lembergben. Fiatalon orosz fogságba esett és kivégezték. Nagyanyja ekkor Bécsben élő rokonokhoz menekült két fiával, Czesław-val és Ludwik-kal, majd nem sokkal később Ludwik-kal az USA-ba emigrált.
Apja, Nizalowski Czeslaw Wladimir Bécsben maradt, s az ottani egyetemen aviatikát tanult és mérnök lett. Tanulmányaiban nagybátyja, Franciszek Niżałowski hadbíró-tábornok támogatta. Czesław az első világháború előtti években gróf Szapáry Pál hívására Budapestre költözött. Szapárynak lengyel felesége volt, és anyagi támogatásával Czesław az elsők között kezdett repülőgép-építéssel foglalkozni Magyarországon. Kvasz András szerelő-pilótával közösen működőképes repülőt épített, melyhez Angliából hozatott motort. Az első világháború idején tüzérként szolgált. Főhadnagyi rangig jutott, s megkapta a Sebesülési érem és a Károly Csapatkereszt kitüntetéseket. A világháború után a trianoni békeszerződés szerint elkobozták repülőgépét, tervrajzait, alkatrészeit és egész műhelyét. Ezután képkeretező üzemet létesített, egyik műve – mint családi adomány – a kőbányai evangélikus templom oltárképét díszíti ma is.

## Élete
Nizalowski Ernő gyermekkorát Kőbányán töltötte, ahol nagyszámú lengyel élt. 1933-ban közreműködött a gödöllői Cserkész Világtalálkozó szervezésében, amiért Teleki Pál táborparancsnoktól, későbbi miniszterelnöktől elismerő oklevelet kapott. 1934-ben cserkésztáborozáson vett részt Spałában. Itt rendezték a következő évben a lengyel nemzeti nagytábort, amelyen más országok, köztük Csehszlovákia cserkészei, s közöttük felvidéki magyar cserkészek is részt vettek. A táborozás során egy fogadáson személyesen is láthatta Ignacy Mościcki köztársasági elnököt és Józef Piłsudski marsallt, s az élmény meghatározó lett az egész életére.
Mint lengyel állampolgár, 1936-ban kétéves katonai szolgálatra bevonult a lengyel hadseregbe, ahol pilótakiképzést kapott. Tartalékos hadnagyi ranggal szerelt le és hazatért Magyarországra. A Függetlenség napilapnál dolgozott ollózó szerkesztőként, és néhány szemesztert elvégzett a Pázmány Péter Egyetem Jogi Karán. 1939 szeptemberében azonban a mozgósítás hírére önkéntesen visszatért Lengyelországba. Részt vett a fegyveres harcokban, de hamarosan hadifogságba esett. Több hónapot töltött egy marienburgi táborban, ahonnan megszökött.
Budapesten csatlakozott ahhoz a zugligeti tábori csoporthoz, amely id. Antall József, a Belügyminisztérium Menekültügyi Hivatalának vezetője, valamint Baló Zoltán ezredes (később tábornok), a Honvédelmi Minisztérium XXI. Osztályának vezetője irányításával lengyel menekültek megsegítésén, illetve külföldre juttatásán fáradozott. 1940-től tolmácsként menekülteket kísért Angliába. Részt vett Edward Rydz-Śmigły marsall Romániából Svájcba való szöktetésében is, az akciót Kiss Miklós vezette. 1943-tól 10-12 fős csoportokat kísért Jugoszlávián és Olaszországon át Lyonba, Franciaországba. Ez utóbbi akciók során kapcsolatba került Henryk Sławikkal, a Lengyel Polgári Bizottság elnökével, akit 1944-ben a németek koncentrációs táborba hurcoltak és ott vértanúhalált halt. A háború idején többször is megfordult a balatonboglári menekülttáborban, ahol lengyel nyelvű és tanrendű iskola működött, és amelyet Varga Béla plébános, későbbi nemzetgyűlési elnök vezetett.
A háború után katonai és rendőri szolgálatot vállalt. 1949-ben hamis vádakkal elítélték, 1953-ban amnesztiával szabadult. Ezt követően nagy nehézségek árán az Orion Gyárban helyezkedett el tolmácsként, innen került nyugállományba.
A rendszerváltás után vezető tisztségeket kapott a kőbányai Lengyel Kisebbségi Önkormányzatban. Alapító tagja volt az 1958-ban létrehozott Magyarországi Lengyelek Bem József Kulturális Egyesületének. Tagja a Lengyel Katolikusok Szent Adalbert Egyesületének és a Wysocki Légió Hagyományőrző Egyesületnek. Számos szolidaritási és közösségi munkában működött közre, anyagilag is hozzájárulva a célok eléréséhez (lengyel árvízkárosultak megsegítése, Wincenty Danek atya kőbányai emlékművének felavatása, katyńi emléktábla állítása stb.). Ápolja bátyja, Nizalowski Lajos emlékét, aki a Királyi Magyar Hadsereg tizedeseként 1944-ben Szolyvánál tüdőlövést kapott. Unokatestvére, az osztrák állampolgárságú Haas Walter emlékét is őrzi, akit árvasága miatt a Nizalowski-család nevelt fel, és aki 1943 októberében Leninóban a Wehrmacht katonájaként halt meg a harcok során.
2007-ben meghívást kapott Góraszka városba, a XII. Nemzetközi Légi Piknik rendezvényre. A többnapos rendezvényen másodpilótaként Jak-18 és An-2 típusú repülőket vezethetett, és a lengyel televízió (TVP Polonia) portréfilmet készített róla.
1999-ben a Magyarországon tartózkodó lengyel államfő, Aleksander Kwaśniewski kitüntetést adott át neki. 2000-ben lengyel repülős főhadnaggyá nevezték ki. 2004-ben visszakapta lengyel állampolgárságát. 2012-ben a Magyar-Lengyel Barátság Napján részt vevő lengyel államfőtől, Bronisław Komorowskitól kapott elismerést. 2014. október 17-én távozott el az utolsó magyarországi szeptemberi katona.

## Kitüntetései
- 1939 – A Lengyel Hadsereg hőse (Krzyż Walecznych)
- 1999 – A Lengyel Köztársaság Érdemrendje, Lovagkereszt (Krzyż Kawalerski Orderu Zasługi Rzeczypospolitej Polskiej)
- 2005 – „Az Év Lengyele” cím
- 2012 – A Lengyel Köztársaság Érdemrendje, Tiszti Lovagkereszt (Krzyż Oficerski Orderu Zasługi Rzeczypospolitej Polskiej)
- 2012 – Raoul Wallenberg születésének 100. évfordulója alkalmából alapított Helytállásért-díj, Holokauszt Emlékközpont

## Emlékezete
Lengyel katonai tiszteletadás mellett temették el az Újköztemetőben, amelyről rövidfilm készült. A Lengyel Múzeumban önálló vitrinben állították ki egyenruháját, kitüntetéseit és más emléktárgyait. Zajti Balázs dramatizált portréfilmet készített életéről Szeptember katonája címmel, amely 2015-ben a XV. Lakiteleki Filmszemlén az Országgyűlés elnöke, az Echo Televízió és a Magyar Hírlap különdíját érdemelte ki. Archiválva 2015. november 22-i dátummal a Wayback Machine-ben